# 피리독사민
피리독사민(영어: pyridoxamine)은 비타민 B6의 한 형태이다. 피리독사민은 화학적으로 하이드록실기, 메틸기, 아미노메틸기 및 하이드록시메틸기 치환기가 있는 피리딘 고리 구조를 기반으로 하고 있다. 피리독사민은 고리의 4번 위치의 치환기가 피리독신과 다르다. 고리의 3번 위치에 있는 하이드록실기와 4번 위치에 있는 아미노메틸기는 피리독사민에 다양한 화학적 특성을 부여하며, 여기에는 당에서 형성된 자유 라디칼 종과 카보닐 종의 소거와 아마도리 반응을 촉매하는 금속 이온의 지질 분해 및 킬레이트화가 포함된다.

## 연구
피리독사민은 다수의 전이 금속 이온과 상당히 약한 착물을 형성할 수 있으며 Cu2+ 및 Fe3+을 선호한다. 피리독사민의 3'-하이드록실기는 효율적인 하이드록실 라디칼 소거를 허용한다.
피리독사민은 마이야르 반응을 억제하고 당뇨병의 의학적 합병증과 관련된 최종 당화 산물의 형성을 차단할 수 있다. 피리독사민은 당화 단백질로부터 방출되는 아마도리 산물의 형성에서 중간생성물을 가두어 산화환원반응에 중요한 금속 이온과의 파괴적 상호작용을 통해 이 과정의 촉매 작용을 방해함으로써 당화 단백질의 분해를 방지할 수 있다고 가정되었다. 한 연구에 따르면 피리독사민은 아마도리 산물의 카보닐기와 특이적으로 반응하지만 사후 아마도리 반응(최종 당화 산물을 생성할 수 있음)의 억제는 훨씬 더 큰 부분에서 피리독사민의 금속 킬레이트화 효과에 기인한다.
당뇨병의 동물 모델에 대한 다양한 전임상 연구에서 피리독사민이 아미노구아니딘과 비슷하거나 더 우수하게 콩팥 조직을 개선하는 것으로 나타났다. 이러한 결과 때문에 피리독사민은 당뇨병성 콩팥병증의 치료에 임상적 유용성을 위해 조사되었다.
피리독사민은 또한 다이카보닐 중간생성물과의 반응에 의한 지질 과산화 반응 동안 지질산화 최종 생성물의 형성을 억제한다. 다른 전임상 연구에서 피리독사민은 당뇨병 및 신장결석 질환과 관련된 당뇨병성 신경병증 및 망막병증 치료에 효과적일 수 있다. 한 연구에서 피리독사민 반응성 산소 종 및 반응성 카보닐 종 소거 프로파일로 인해 피리독사민은 아미포스틴(현재 미국 식품의약국(FDA) 승인을 받은 유일한 방사선 보호제)보다 이온화 방사선 유도 위장 상피 세포자멸사로부터 보호하는 데 더 효과적이었다.

## 미국 식품의약국의 규제 활동
피리독사민은 종종 염산염인 피리독사민 이염산염으로 식이 보충제로 판매되었다. 그러나 미국에서는 2009년 1월에 미국 식품의약국(FDA)에서 피리독사민이 당뇨병성 콩팥병증의 진행을 예방하기 위해 바이오스트라텀(Biostratum, Inc.)에서 설계한 약물인 피리도린(Pyridorin)의 활성 성분이기 때문에 의약품으로 규제되어야 한다고 판결했다.
피리도린은 224명의 환자를 대상으로 한 2상 시험에서 당뇨병성 신경병증의 진행을 늦추는 데 효과적인 것으로 밝혀져, 초기 임상 시험에서 성공을 거두었다. 그러나 2005년에 바이오스트라텀은 자금이 바닥나서 3상 시험을 시작할 수 없었다. 바이오스트라텀의 투자자들은 바이오스트라텀이 피리독사민 자체에 대한 특허가 없고 피리독사민이 일반적으로 식이 보충제로 구입할 수 있기 때문에 회사가 치료에 대해 충분한 비용을 청구할 수 없다는 것(FDA에 의해 처방약으로 승인되어야 함)을 깨달았다. 투자자들은 투자에 대한 합리적인 수익(약 1억 달러)을 이미 얻었으나, 이는 3상 시험에 필요한 추가 투자보다 훨씬 적은 금액이었다. 이 문제를 해결하기 위해 바이오스트라텀은 2005년 7월 29일에 FDA에 신약 연구 신청 대상인 피리독사민을 식이 보충제가 아닌 의약품이라는 이유로 피리독사민 함유 보충제의 판매를 금지해 달라는 시민 청원을 FDA에 제출했다. 이 청원은 식이 보충제 산업의 동업 조합인 책임 있는 영양 위원회에 의해 반대되었다.
2009년 1월 12일에 FDA는 피리독사민을 함유한 제품이 1994년 식이 보충제 건강 및 교육법에 의해 정의된 식이 보충제의 정의에서 제외된다고 판결했다. FDA는 1999년 7월에 바이오스트라텀이 제출하고 1999년 9월 1일에 발효된 신청서의 결과로 연구용 신약으로서 피리도린의 상태가 "식이 보충제에서 피리독사민의 마케팅은 본질적으로 식이 보충제로서 연구 중인 신약의 마케팅과 동일하다"는 것을 의미한다고 밝혔다. 왜냐하면 "신약으로 조사 승인을 받기 전에 그 물질이 식품이나 식이 보충제로 판매되었다는 독립적이고 검증 가능한 증거가 없었기" 때문이다.
2006년에 바이오스트라텀은 다른 회사인 네프로제넥스(NephroGenex)에 피리도린에 대한 권리를 허가했다. 2008년에 네프로제넥스는 피리도린의 임상 개발을 재개했으며, 2012년을 기준으로 계속 진행 중이다.

## 같이 보기
- 피리독신
- 피리독살 인산
- 피리독사민-옥살로아세트산 아미노기전이효소
- 피리독사민-피루브산 아미노기전이효소
- 피리독사민-인산 아미노기전이효소
- 조사 중인 항정신병약 목록